# Comités olympiques européens
Pour les articles homonymes, voir COE.
Les Comités olympiques européens (COE ; en anglais : European Olympic Committees, EOC) sont une organisation basée à Rome, en Italie. Cinquante comités nationaux olympiques composent cette organisation.

## Histoire
L'impulsion pour former une organisation de Comités Nationaux Olympiques internationale vient d'une idée de l'Italien Giulio Onesti, du Belge Raoul Mollet, et du Suisse Raymond Gafner, exposée au cours d'une réunion du CIO en 1967 à Téhéran en Iran. Celle-ci est alors mise en œuvre avec la création de l'Association des Comités nationaux olympiques.
La création d'une association continentale des comités nationaux lui emboîte le pas en 1968, matérialisée en 1969 lors d'une réunion européenne qui se tient à Versailles en France. Ce n'est qu'en 1975 à Lisbonne au Portugal, que l'Association est dotée de son propre statut sous l'appellation l' Association des comités nationaux olympiques européens (ACNOE).
Au cours des années 1980, les tâches et les fonctions de l'ACNOE sont élargies, avec des questions relatives à l'actualité et l'organisation des futures éditions des jeux. De plus, c'est au cours de cette période que les comités d'organisation sont devenus invités permanents aux réunions.
Le début des années 1990, à la suite des bouleversements politiques survenus en Europe après la chute du mur de Berlin en Allemagne, voit apparaître la formation de quinze nouveaux comités nationaux, accueillis dans l'Association composée alors de quarante-huit membres. En 1995, l'ACNOE est renommée Comités Olympiques Européens (COE) et établit un nouveau bureau de représentation à Lausanne en Suisse à proximité du siège du CIO, tandis que le siège opérationnel est maintenu en Italie.
Le 8 décembre 2012, à Rome en Italie, est annoncée la décision de créer les Jeux européens, un événement multi-sport continental organisé tous les quatre ans, à partir de l'édition de 2015 organisée à Bakou en Azerbaïdjan.

## Structure
L'organisation est dirigée par un président, assisté par un secrétaire général et deux vice-présidents. Ils sont encadrés par l'assemblée générale (qui se réunit chaque année), un comité exécutif (qui se réunit au moins quatre fois par an), de nombreux comités techniques, commissions et des groupes de travail. Les comités d'organisation des futurs Jeux Olympiques participent en tant qu'invités aux réunions du COE.

### Président
- Jean de Beaumont ( France) 1969 – 1976
- Bo Bengtson ( Suède) 1976 – 1980
- Franco Carraro ( Italie) 1980 – 1987
- Kurt Heller ( Autriche) 1987 – 1989
- Jacques Rogge ( Belgique) 1989 – 2001
- Mario Pescante ( Italie) 2001 – 2006
- Patrick Hickey ( Irlande) 2006 – 2021
- Spyros Capralos ( Grèce) 2021 –

### Secrétaire général
- Jean Weymann ( Suisse) 1969 – 1980
- Adrien Vanden Eede ( Belgique) 1980 – 1989
- Mario Pescante ( Italie) 1989 – 2001
- Patrick Hickey ( Irlande) 2001 – 2006
- Raffaele Pagnozzi (it) ( Italie) 2006 –

## Pays membres
Dans le tableau suivant, l'année où le CNO est reconnu par le Comité international olympique (CIO) est aussi donnée si elle diffère de sa date de création.
| Nation             | Code | Comité national olympique                                     | Création  | Ref. |
| ------------------ | ---- | ------------------------------------------------------------- | --------- | ---- |
| Albanie            | ALB  | Comité national olympique albanais                            | 1958/1959 |      |
| Allemagne          | GER  | Deutscher Olympischer Sportbund                               | 1895      |      |
| Andorre            | AND  | Comité national olympique andorran                            | 1971/1975 |      |
| Arménie            | ARM  | Comité national olympique d'Arménie                           | 1990/1993 |      |
| Autriche           | AUT  | Comité olympique autrichien                                   | 1908/1912 |      |
| Azerbaïdjan        | AZE  | Comité national olympique azéri                               | 1992/1993 |      |
| Biélorussie        | BLR  | Comité olympique biélorusse                                   | 1991/1993 |      |
| Belgique           | BEL  | Comité olympique et interfédéral belge                        | 1906      |      |
| Bosnie-Herzégovine | BIH  | Comité national olympique de Bosnie-Herzégovine               | 1992/1993 |      |
| Bulgarie           | BUL  | Comité olympique bulgare                                      | 1923/1924 |      |
| Croatie            | CRO  | Comité olympique croate                                       | 1991/1993 |      |
| Chypre             | CYP  | Comité national olympique de Chypre                           | 1974/1978 |      |
| Danemark           | DEN  | Fédération des sports du Danemark                             | 1905      |      |
| Espagne            | ESP  | Comité Olímpico Español                                       | 1912      |      |
| Estonie            | EST  | Comité olympique estonien                                     | 1923/1991 |      |
| Finlande           | FIN  | Comité national olympique finlandais                          | 1907      |      |
| France             | FRA  | Comité national olympique et sportif français                 | 1894      |      |
| Géorgie            | GEO  | Comité national olympique géorgien                            | 1989/1993 |      |
| Grande-Bretagne    | GBR  | British Olympic Association                                   | 1905      |      |
| Grèce              | GRE  | Comité olympique hellénique                                   | 1894/1895 |      |
| Hongrie            | HUN  | Comité olympique hongrois                                     | 1895      |      |
| Islande            | ISL  | Comité national olympique et association des sports d'Islande | 1921/1935 |      |
| Irlande            | IRL  | Comité olympique d'Irlande                                    | 1922      |      |
| Israël             | ISR  | Comité olympique d'Israël                                     | 1933/1952 |      |
| Italie             | ITA  | Comitato Olimpico Nazionale Italiano                          | 1908/1915 |      |
| Kosovo             | KOS  | Comité olympique du Kosovo                                    | 1992/2014 |      |
| Lettonie           | LAT  | Comité olympique letton                                       | 1922/1991 |      |
| Liechtenstein      | LIE  | Comité olympique du Liechtenstein                             | 1935      |      |
| Lituanie           | LTU  | Comité national olympique de Lituanie                         | 1924/1991 |      |
| Luxembourg         | LUX  | Comité olympique et sportif luxembourgeois                    | 1912      |      |
| Macédoine du Nord  | MKD  | Comité olympique de Macédoine du Nord                         | 1992/1993 |      |
| Malte              | MLT  | Comité olympique maltais                                      | 1928/1936 |      |
| Moldavie           | MDA  | Comité national olympique de la République de Moldavie        | 1991/1993 |      |
| Monaco             | MON  | Comité olympique monégasque                                   | 1907/1953 |      |
| Monténégro         | MNE  | Comité olympique monténégrin                                  | 2006/2007 |      |
| Norvège            | NOR  | Fédération des sports de Norvège                              | 1900      |      |
| Pays-Bas           | NED  | Comité olympique néerlandais                                  | 1912      |      |
| Pologne            | POL  | Comité olympique polonais                                     | 1918/1919 |      |
| Portugal           | POR  | Comité olympique du Portugal                                  | 1909      |      |
| Tchéquie           | CZE  | Comité olympique tchèque                                      | 1899/1993 |      |
| Roumanie           | ROU  | Comité olympique et sportif roumain                           | 1914      |      |
| Russie             | RUS  | Comité olympique russe                                        | 1989/1993 |      |
| Saint-Marin        | SMR  | Comité national olympique saint-marinais                      | 1959      |      |
| Serbie             | SRB  | Comité olympique de Serbie                                    | 1911/1912 |      |
| Slovaquie          | SVK  | Comité olympique et sportif slovaque                          | 1992/1993 |      |
| Slovénie           | SLO  | Comité olympique slovène                                      | 1991/1993 |      |
| Suède              | SWE  | Comité olympique suédois                                      | 1913      |      |
| Suisse             | SUI  | Swiss Olympic                                                 | 1912      |      |
| Turquie            | TUR  | Comité national olympique turc                                | 1908/1911 |      |
| Ukraine            | UKR  | Comité national olympique d'Ukraine                           | 1990/1993 |      |

## Événements organisés
- Jeux européens
- Jeux des petits États d'Europe
- Festival olympique de la jeunesse européenne

## Logos

Logo avant octobre 2016
Logo après octobre 2016